# Emilio Pascale
Emilio Pascale (Bari, 27 febbraio 1830 – Roma, 16 marzo 1904) è stato un politico italiano.
Fu senatore del Regno d'Italia nella XVII legislatura.